# Bocca di Fobia
Der Bergsattel Bocca di Fobia (1286 m) ist der nördlichste Übergang im Gebirgszug zwischen dem Valle San Michele und dem Valle di Bondo bei Tremosine sul Garda am Gardasee.

## Geographie
Der Sattel bildet einen Einschnitt in der ansonsten namenlosen Bergkette mit den Gipfeln La Cocca, Cima Mughera, Monte Zenone, Cima delle Volte, Punta Molvina und Cima delle Sclape zwischen den beiden Tälern und steigt im Norden steil zum bekannten Monte Tremalzo an.

## Geschichte
Über den Gebirgszug führt der Sentiero 218 entlang alter Befestigungsanlagen und Tunnelanlagen aus dem Ersten Weltkrieg.

## Tourenmöglichkeiten
Der Pass kann über den Sentiero 222 von Westen oder über den Sentiero 218 von Osten aus erreicht werden.
Außer bei Wanderern sind die teilweise ausgesetzten Wege durch die Tunnel und alten Befestigungsanlagen bei Mountain-Bikern beliebt.